# Голівочка півмісяцелиста
Голівочка півмісяцелиста (Cephalozia lunulifolia) — вид печіночників порядку юнгерманіальних (Jungermanniales).
Таксон вважається синонімом до Fuscocephaloziopsis lunulifolia (Dumort.) Váňa & L. Söderstr.

## Поширення
Батьківщиною є Європа, Макаронезія, Азія, Північна Америка.
Cephalozia lunulifolia потребує кислого (до субнейтрального), вологого субстрату в затінених місцях. Часто росте на гнилій, більш розкладеній мертвій деревині, рідше на перегнійному чи суглинистому ґрунті, на вологих або вологих силікатних породах, на відкритому торф’яному ґрунті чи над іншими мохами.

## Характеристика
Ці розпростерті рослини мають ширину від 0,4 до 0,7 міліметрів і утворюють зелені плоскі килимки чи спорадично ростуть серед інших мохів. Листки від щільних (у сухіших місцях) до віддалених (у вологих місцях), росте похило майже вздовж і більш-менш спускається вниз по стеблу. Вони округлі, шириною від 7 до 15 клітин і розділені у верхній третині на дві взаємно нахилені загострені частки. Клітини листя неправильної шестикутної форми, тонкостінні, розміром приблизно від 25 до 40 мікрометрів біля основи листя. Статевий розподіл переважно дводомний. 